# Stadtbibliothek Saarbrücken
Die Stadtbibliothek Saarbrücken ist mit einer Publikumsfläche von über 2.700 Quadratmetern, verteilt auf fünf Stockwerke, die größte kommunale öffentliche Bibliothek des Saarlandes. Sie befindet sich im Rathaus-Carrée am Gustav-Regler-Platz in Saarbrücken.

## Geschichte
Gegründet wurde die Stadtbibliothek 1924 als Stadtbücherei Saarbrücken. Die Bestände wurden von verschiedenen Seiten übernommen, wie zum Beispiel der Bibliothek des Lehrervereins, des Volksbildungsvereins und des Stifts St. Arnual. Die erste Zweigstelle wurde 1925 in Burbach eröffnet, zwei Jahre später kam die erste motorisierte Fahrbibliothek zum Einsatz.
1944 wurden während des Zweiten Weltkrieges die Bestände der Bibliothek durch Bombenangriffe zerstört. Der Umzug ins Rathaus-Carrée am Gustav-Regler-Platz erfolgte 1998.

## Daten
Im Jahr 2020 hatte die Stadtbibliothek 10.478 aktive Nutzende. Es haben insgesamt 160.229 Personen die Stadtbibliothek besucht. Der Bestand verteilte sich auf 145.022 physische Medien (= alle Medien ohne e-Medien) in der Zentrale im Rathaus-Carrée und im Bi-Bus, sowie 30.612 e-Medien im Verbund der onleiheSaar. Es wurden insgesamt 443.598 Medien entliehen, davon 93.428 e-Medien. Das entspricht bei einer coronabedingt reduzierten Anzahl von 1.986 Öffnungs-Stunden einer Ausleihe von rund 176 physischen Medien pro Stunde. Die Stadtbibliothek meldet ihre ermittelten Zahlen jährlich an die Deutsche Bibliotheksstatistik (DBS).

## Angebote
Zur Einrichtung gehören eine Internet-Lounge sowie ein Lesecafé. Im ganzen Haus ist freies WLAN verfügbar. Außerdem gibt es EDV-Arbeitsplätze, PC-Arbeitskabinen, einen Arbeitsraum, einen Veranstaltungsraum sowie Lesebrillen zur Ausleihe. Die Bibliothek ist barrierefrei.
Die Bibliothek organisiert Veranstaltungen wie zum Beispiel Führungen, Ausstellungen, Vorlesen für Kinder, Sprachencafés, Spieletreffs und das jährliche Sommerlesen.
Der Bücherbus fährt seit den 1980er Jahren Grundschulen in den Saarbrücker Stadtteilen an und verfügt über etwa 7.400 Medien. Zusätzlich bringt der Bücherbus an diese Anlaufstellen als Büchertaxi bestellte Medien zu mobil eingeschränkten Personen. 2019 ist der Bücherbus zum Bi-Bus geworden. Das Bi steht für Binational/Bilingual/Bibliobus oder auch Bildung. Er fährt durch die Kommunen im Eurodistrict Saar-Moselle und soll die Literatur- und Medienversorgung auch in den ländlichen Regionen ohne eigene Bibliothek sicherstellen.
Seit 1993 bildet die Stadtbibliothek zum/zur Fachangestellten für Medien- und Informationsdienste aus. Seit 2011 verfügt die Zentrale über ein elektronisches Selbstverbuchungssystem zur Ausleihe von Medien, seit 2012 über einen Rückgabeautomaten. Die Stadtbibliothek führte 2012 als erste saarländische Bibliothek die Ausleihe von elektronischen Medien ein. Die onleiheSaar bietet e-Books, e-Papers und e-Audios zur Ausleihe auf E-Reader, Smartphone, Tablet oder Computer an. Seit 2020 ist die Stadtbibliothek an dem Streaming-Portal Filmfriend angeschlossen. 2020 wurde mit der „Bib-Card Saar“ eine gemeinsame Karte zur Ausleihe in allen saarländischen Stadtbibliotheken eingeführt.

## Archive

### Landeskunde
Die wissenschaftlich-landeskundliche Abteilung entstand 1938, als die Bibliothek des „Historischen Vereins für die Saargegend“ mit dem heimatkundlichen Bestand der Stadtbücherei zusammengeführt wurde. Sie hat eine Sonderrolle in der Bibliothek, da sie sowohl einen Sammelauftrag als auch eine Archivfunktion besitzt. Neben den landes- und familienkundlichen Beständen findet man hier Belletristik (teils auch Mundartliteratur) von Autorinnen und Autoren aus der Region. Der Bestand setzt sich aus Dauerleihgaben des Historischen Vereins, der Arbeitsgemeinschaft für Saarländische Familienforschung (ASF), des Landesverbandes der Briefmarkensammler Saarland und eigenen Medien zusammen. Insgesamt handelt es sich hierbei um etwa 28.500 Medien. Davon befinden sich rund 5.000 im Freihandbereich. Die Stärken des Bestandes liegen in der Vielzahl der regionalen Ortsfamilienbücher, der Titel- und Autorendichte bei saarländischen Romanautoren und einer großen Anzahl von genealogischen Zeitschriften (durch die Zusammenarbeit mit der ASF).

### Enno-Spielhagen-Archiv
Die Stadtbibliothek hat 2018 das Enno-Spielhagen-Archiv mit über 28.000 Schallplatten übernommen, darunter Singles und Langspielplatten aus der deutschen und internationalen Unterhaltungsmusik der 1950er bis 1970er Jahre. Enno Spielhagen war ein beliebter Rundfunksprecher, -moderator und Diskjockey bei Radio Luxemburg, Europawelle Saar und beim Saarländischen Rundfunk.